# Liste der schottischen Europapokalteilnehmer
Die Liste der schottischen Europapokalteilnehmer enthält alle schottischen Fußballvereine, die an den UEFA-Wettbewerben Europapokal der Pokalsieger, Europapokal der Landesmeister und am UEFA-Pokal teilgenommen haben. Der Europapokal der Landesmeister wurde zur Saison 1992/93 durch die Champions League abgelöst, der UEFA-Pokal zur Saison 2009/10 in Europa League umbenannt.
| Rang | Verein               | Teilnahmen | LM/CL | UP/EL | PS |
| ---- | -------------------- | ---------- | ----- | ----- | -- |
| 1    | Glasgow Rangers      | 46         | 24    | 12    | 10 |
| 2    | Celtic Glasgow       | 43         | 21    | 14    | 8  |
| 3    | FC Aberdeen          | 25         | 3     | 14    | 8  |
| 4    | Dundee United        | 18         | 1     | 14    | 3  |
| 5    | Heart of Midlothian  | 15         | 2     | 10    | 3  |
| 6    | Hibernian Edinburgh  | 11         | 1     | 9     | 1  |
| 7    | FC Dundee            | 6          | 2     | 3     | 1  |
| 8    | FC St. Mirren        | 4          | 0     | 3     | 1  |
| 9    | FC Motherwell        | 3          | 0     | 2     | 1  |
| 9    | FC Kilmarnock        | 3          | 0     | 2     | 1  |
| 11   | Dunfermline Athletic | 2          | 0     | 0     | 2  |
| 12   | FC St. Johnstone     | 2          | 0     | 2     | 0  |
| 13   | Partick Thistle      | 1          | 0     | 1     | 0  |
| 13   | Raith Rovers         | 1          | 0     | 1     | 0  |
| 13   | FC Livingston        | 1          | 0     | 1     | 0  |
| 16   | Airdrie United       | 1          | 0     | 0     | 1  |

LM/CL = Europapokal der Landesmeister / Champions League

UP/EL = UEFA-Pokal / Europa League

PS = Europapokal der Pokalsieger

## Europapokal der Landesmeister
• Glasgow Rangers (24): 1956/57, 1957/58, 1959/60, 1961/62, 1964/65, 1965/66, 1975/76, 1976/77, 1977/78, 1978/79, 1989/90, 1990/91, 1991/92, 1992/93, 1993/94, 1995/96, 1996/97, 1999/2000, 2000/01, 2003/04, 2005/06, 2007/08, 2009/10, 2010/11
• Celtic Glasgow (21): 1966/67, 1967/68, 1968/69, 1969/70, 1970/71, 1971/72, 1972/73, 1973/74, 1974/75, 1979/80, 1981/82, 1982/83, 1986/87, 1987/88, 1988/89, 2001/02, 2003/04, 2004/05, 2006/07, 2007/08, 2008/09
• FC Aberdeen (3): 1980/81, 1984/85, 1985/86
• FC Dundee (2): 1962/63, 1963/64
• Heart of Midlothian (2): 1958/59, 1960/61
• Dundee United (1): 1983/84
• Hibernian Edinburgh (1): 1955/56

## UEFA-Pokal
• FC Aberdeen (14): 1971/72, 1972/73, 1973/74, 1977/78, 1979/80, 1981/82, 1987/88, 1988/89, 1989/90, 1991/92, 1994/95, 1996/97, 2002/03, 2007/08
• Celtic Glasgow (14): 1976/77, 1983/84, 1987/88, 1991/92, 1992/93, 1993/94, 1996/97, 1997/98, 1998/99, 1999/2000, 2000/01, 2002/03, 2009/10, 2011/12
• Dundee United (14): 1975/76, 1977/78, 1978/79, 1979/80, 1980/81, 1981/82, 1982/83, 1984/85, 1985/86, 1986/87, 1987/88, 1989/90, 1990/91, 1993/94
• Glasgow Rangers (12): 1982/83, 1984/85, 1985/86, 1986/87, 1988/89, 1997/98, 1998/99, 1999/2000, 2000/01, 2002/03, 2009/10, 2011/12
• Heart of Midlothian (10): 1984/85, 1986/87, 1988/89, 1990/91, 1992/93, 1993/94, 2000/01, 2003/04, 2004/05, 2006/07
• Hibernian Edinburgh (9): 1973/74, 1974/75, 1975/76, 1976/77, 1978/79, 1989/90, 1992/93, 2001/02, 2005/06
• FC Dundee (3): 1971/72, 1974/75, 2003/04
• FC Johnstone (2): 1971/72, 1999/2000
• FC Kilmarnock (2): 1999/2000, 2001/02
• FC Motherwell (2): 1994/95, 2008/09
• FC Livingston (1): 2002/03
• Partick Thistle (1): 1972/73
• Raith Rovers (1): 1995/96

## Europapokal der Pokalsieger
• Glasgow Rangers (10): 1960/61, 1962/63, 1966/67, 1969/70, 1971/72, 1973/74, 1977/78, 1979/80, 1981/82, 1983/84
• FC Aberdeen (8): 1967/68, 1970/71, 1978/79, 1982/83, 1983/84, 1986/87, 1990/91, 1993/94
• Celtic Glasgow (8): 1963/64, 1965/66, 1975/76, 1980/81, 1984/85, 1985/86, 1989/90, 1995/96
• Dundee United (3): 1974/75, 1988/89, 1994/95
• Heart of Midlothian (3): 1976/77, 1996/97, 1998/99
• Dunfermline Athletic (2): 1961/62, 1968/69
• Airdrie United (1): 1992/93
• FC Dundee (1): 1964/65
• St. Mirren (1): 1987/88
• FC Motherwell (1): 1991/92
• FC Kilmarnock (1): 1997/98
Fett markierte Mannschaften haben den jeweiligen Wettbewerb gewonnen.